# イオアニス・メタクサス
イオアニス・メタクサス（ギリシャ語: Ιωάννης Μεταξάς, ラテン文字転写: Ioannis Metaxas; 1871年4月12日 - 1941年1月29日）は、ギリシャ王国の政治家、軍人。首相を務めた。

## 軍時代
1871年4月12日にギリシャ王国のイタキ島に誕生し、職業軍人の道を歩んだ。初めて戦場に赴いたのは1897年の希土戦争でテッサロニキ戦線に従軍した。ドイツでの留学を経て、参謀本部に加わり、バルカン戦争前のギリシャ陸軍の近代化に従事した。1913年に参謀長に任命され、将官に昇進した。
王党派であった彼は時の国王コンスタンティノス1世を補佐し、第一次世界大戦への参戦には強く反対した。連合国支持派であった首相のエレフテリオス・ヴェニゼロスは、イギリスのガリポリ戦役の援助を王に拒否されると、職を辞任し、政争化する構えを見せた。1915年の選挙に勝利したヴェニゼロスは軍を動員したが、国王によって命令は取り消された。その結果、軍や民衆の間に国王への不満が募り、1916年8月にヴェニゼロス派の軍人がテッサロニキで反乱を起こした。ヴェニゼロスの革命政権は連合国の支援とクレタ島からの60,000の兵士を用いて国土の過半を制圧し、連合国陣営で第一次世界大戦に参戦した。1917年6月には国王は亡命し、ヴェニゼロスは臨時政府の首相として6月29日に同盟国側に宣戦布告した。

## 政治家時代

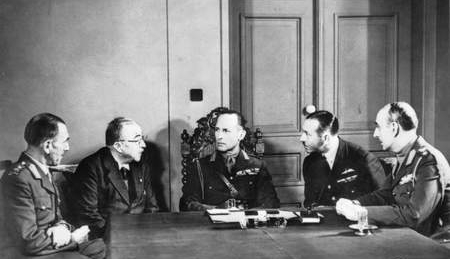
国王ゲオルギオス2世とメタクサス（左から2人目）

メタクサスは国王と共にギリシャを離れ、1920年まで海外で暮らした。1922年に君主制が撤廃されるとメタクサスは政治家となり、自由言論党を創設した。
1935年になると王政が復古され、コンスタンティノス1世の子女であるゲオルギオス2世が即位した。政治的な混乱の中で実施された1935年の総選挙は、パナギス・ツァルダリスとテイストクリス・ソフォリスとの対立に決着が付かずに左右両派の対立が激化し、さらにはギリシャ共産党（KKE）が議席を獲得したこともあり、国王は当時陸軍相であった反共主義者のメタクサスを暫定的な首相に任命した。
6月になり国内の不安が広がっていくとメタクサスは非常事態宣言を出し、議会の停止・憲法の無期限無効化を宣言した。1936年8月には彼は独裁者としての権力基盤を固めた。メタクサスは野党を非合法化してその指導者を逮捕し、15,000人余りを獄中または国外に追放した。言論も規制されたが、それまでの不安定な政治体制を目にしていた民衆からは、1938年に起きたクレタ島での暴動を除き、大規模な抗議運動は起こらなかった。
メタクサスは労働者の賃金を上げ、労働条件を改善することで社会不安を解消しようとした。また、農村部においては農民の借金のモラトリアムを行った。これらの政策は効果をあげることができず、国民は次第に左翼側に傾斜したが、独裁政権に対する行動には出られないでいた。
一方で外交においてギリシャはジレンマに陥っていた。メタクサスは国内の統制を強めるためにファシズムの手法を真似たが、地中海の覇権を握っている伝統的な友好国イギリスとも友好関係を維持していた。1939年に第二次世界大戦が始まると、メタクサスは中立的立場を維持しようと試みた。しかしバルカン半島における勢力の拡大を狙っていたムッソリーニは、ギリシャがイギリスに傾くのを恐れていたこともあり、1940年にギリシャ内におけるイタリア軍の自由行動権を求めた最後通牒を突きつけた。10月28日にメタクサスはこれを拒否し、イタリアはギリシャに対して宣戦布告した。メタクサスは巧みな防御戦術によってイタリア軍の進撃を停滞させ、イギリス軍の支援によってアルバニア国境にまで戦線を押し戻すことに成功する。
戦いの最中、メタクサスは1941年1月29日に咽頭癌の症状が悪化し、アテネで死亡した。中央銀行総裁だったアレクサンドロス・コリジスが跡を継いだが、ギリシャに進撃したナチス・ドイツ軍を前に4月18日に自決する。4月29日にアテネが占領され、国王と政府は海外に亡命した。